# Variabele asbreedte
De afstand tussen de wielen (de spoorwijdte) van een trein moet corresponderen met de afstand tussen de spoorstaven (de spoorwijdte). In Spanje is gekozen voor een systeem van variabele asbreedte om een trein te laten rijden op spoornetten met een verschillende spoorwijdte: de afstand tussen de wielen op een as wordt aangepast aan de afstand tussen de spoorstaven. Op een speciaal overgangsspoor verschuiven de wielen van de ene naar de andere spoorwijdte. 
Een andere technische oplossing is een extra spoorstaaf. Als een technische oplossing ontbreekt, dan moeten de passagiers overstappen en moet vracht worden overgeladen. Vaak wordt dat gecombineerd met grenscontrole.

## Iberisch breedspoor
In Spanje en Portugal is het gewone spoorwegnet van het type Iberisch breedspoor. Het hogesnelheidsnet in Spanje is van het type normaalspoor. Het probleem van spoornetten met een verschillende spoorwijdte speelt derhalve
- op de grensovergangen tussen Frankrijk en Spanje,
- intern in Spanje tussen het gewone spoornet en het hogesnelheidsnet.

Dit is de reden dat treinen met (een systeem van) variabele asbreedte worden gebruikt in Spanje en tussen Spanje en Frankrijk.

## Twee systemen
Er zijn twee systemen van variabele asbreedte, namelijk:
- Het systeem van Talgo, dat sinds 1969 in gebruik is in Port Bou, in Catalonië vlak bij de Franse grens.
- Het systeem van Construcciones y Auxiliar de Ferrocarriles (CAF). 
  - Het CAF-systeem is in 1968 ontwikkeld door het Zwitserse bedrijf Vévey Company (intussen overgenomen door Bombardier Transportation) en had als naam de "Vevey axle".[1] Het ontwerp is later verkregen en aangepast door CAF.

## Twee Spaanse orders
In februari 2004 heeft het Spaanse spoorwegbedrijf RENFE orders geplaatst voor:
- 45 elektrische treinstellen van CAF/Alstom 25 kV AC/3 kV DC met variabele asbreedte voor 250 km/h regionale diensten, levering tussen oktober 2006 en mei 2009 (€ 580 miljoen).
- 26 treinstellen 25 kV AC met variabele asbreedte voor 250km/h-langeafstandsverkeer met telkens twee Bombardierlocs en Talgo Serie VII-wagons (€ 370 miljoen).